# Hamme
Hamme este o comună neerlandofonă situată în provincia Flandra de Est, regiunea Flandra din Belgia. La 1 ianuarie 2008 avea o populație totală de 23.547 locuitori. Comuna Hamme este formată din localitățile Hamme, Moerzeke, Sint-Anna, Zogge și Kastel. Suprafața totală a comunei este de 40,21 km². 